# Gordionus longistriatus
Gordionus longistriatus är en tagelmaskart som beskrevs av Andreas Schmidt-Rhaesa 2004. Gordionus longistriatus ingår i släktet Gordionus och familjen Chordodidae. Inga underarter finns listade i Catalogue of Life.